# Cándido Sánchez Castiñeiras
Cándido Sánchez Castiñeiras (Santiago de Compostel·la, 11 de desembre de 1941) és un metge i polític gallec, senador en la legislatura constituent i diputat al Parlament de Galícia.

## Biografia
Estudia el batxillerat en el Col·legi Minerva de Santiago de Compostel·la. En 1965 finalitza els estudis de Medicina en la Universitat de Santiago de Compostel·la, amb excel·lent en l'Examen de Grau. Després d'això, es trasllada a Madrid, on treballa com metge especialista en el Servei de Sanitat Nacional, en el Centre de Microbiologia, Virologia i Immunologia Sanitàries a les ordres del Dr Pérez Gallardo. En 1967 es diploma en Sanitat Nacional i ingressa en el Cos Mèdic de Sanitat Nacional, on esdevé especialista en Anàlisis Clíniques, Microbiologia, Higiene i Sanitat. També és metge de la Marina Civil. Fou el primer President i Soci Honorari de l'Acadèmia Mèdica Quirúrgica de Lugo.
Ha estat vicepresident de la Comissió Delegada de l'UNICEF a Lugo i president del Comitè Tècnic de la Junta Provincial de l'Associació Espanyola contra el Càncer de Lugo. És acadèmic corresponent de la Reial Acadèmia de Medicina i Cirurgia de Galícia i cap provincial de Sanitat de Lugo (1971).
Políticament, fou escollit senador per UCD per la província de Lugo a les eleccions generals espanyoles de 1977 i 1979. Fou president de la comissió de Sanitat i Seguretat Social i membre de la Diputació Permanent del Senat (1982).
Posteriorment milità a Coalició Gallega, amb la qual fou elegit diputat a les eleccions al Parlament de Galícia de 1985 i 1989. També fou pel mateix partit regidor de l'ajuntament de Lugo el 1987-1991.

## Obres
- Necesidades de personal médico en Galicia, 1972.
- Concepto general y puesta en marcha de la Medicina Preventiva en el medio rural gallego, 1972.